# طلب (الرياشية)

تعديل مصدري - تعديل

طلب هي إحدى قرى عزلة ثمن الرياشية بمديرية الرياشية التابعة لمحافظة البيضاء، بلغ تعداد سكانها 981 نسمة حسب تعداد اليمن لعام 2004.